# Pavol Dobšinský
Pavol Dobšinský (ur. 16 marca 1828, zm. 22 października 1885) – słowacki ksiądz rzymskokatolicki, folklorysta, poeta, pisarz i tłumacz. Zbieracz folkloru należący do okresu romantyzmu i pokolenia szturowców.
Stworzył największy i najbardziej kompletny zbiór ludowych bajek słowackich Prostonárodné slovenské povesti, opublikowany w serii ośmiu książek w okresie od 1880 do 1883 r. Bywa określany mianem „słowackiego Hansa Christiana Andersena”.